# Hatune Dogan
Hatune Dogan (* 1970 in Midyat in der Türkei) ist eine syrisch-orthodoxe Klosterschwester und Leiterin der Hilfsorganisation Helfende Hände. Sie ist Mitglied des syrisch-orthodoxen Klosters in Warburg.

## Leben
Hatune Dogan lebte bis zu ihrem 15. Lebensjahr als Mitglied der verfolgten Minderheit der syrisch-orthodoxen Christen in der Osttürkei, dann floh sie mit ihrer Familie nach Deutschland. Mit 18 Jahren trat sie in den Orden von „St. Ephraim der Syrer“ mit dem Mutterhaus in Glane ein. Ihre Ausbildung zur Gemeindereferentin absolvierte Hatune Dogan an der Katholischen Fachhochschule Mainz. Ab 1982 arbeitete sie in syrisch-orthodoxen Gemeinden im Raum Paderborn. Sie unterrichtete Religion und Deutsch. Ab 1992 arbeitete sie an einem deutsch-aramäischen Wörterbuch, das 1997 veröffentlicht wurde.
Hatune Dogan engagiert sich auch in Krisenregionen. Von 1991 bis 1999 arbeitete sie mit freien Gruppen zusammen. Bereits hier wurde der Grundstein für eine Stiftung gelegt. Seit 1992, als sie das erste Mal in Indien war, sammelte sie dort Informationen und kümmerte sich um die Verteilung von Sach- und Geldspenden. 2003 gründete sie in Indien die Sister Hatune Foundation mit dem Ziel, Hilfe zur Selbsthilfe zu leisten. 2006 gründete sie in Paderborn den Verein Helfende Hände für die Armen e.V. Im Jahr 2011 wurde die Schwester-Hatune-Stiftung – Helfende Hände für die Armen ins Leben gerufen und am 22. November 2011 durch die Bezirksregierung Detmold als gemeinnützige Stiftung zur Ausbildungsförderung anerkannt.
Die Schwester-Hatune-Stiftung – Helfende Hände für die Armen mit Sitz in Warburg verfolgt laut ihrer Satzung gemeinnützige, mildtätige und kirchlich-karitative Zwecke. Angegeben werden diese wie folgt:
- Unterstützung und Hilfe von wegen ihres Glaubens oder ihrer politischen Gesinnung verfolgten Menschen.
- Betreibung oder Gründung von Ausbildungsstätten für Mädchen und Jungen überall dort, wo die Ausbildung und Zukunftsgestaltung der nachwachsenden Generation gefährdet ist. Das gilt besonders für Schul- und Bildungseinrichtungen in den Schwellenländern und den unterentwickelten Ländern, den sogenannten Entwicklungsländern.
- Aufbau und Betrieb einer Frauenkommunität in klösterlicher Gemeinschaft und
- Ausbildung von Kräften am Stiftungsort[8]

Die Stiftung ist international tätig. Sie unterhält Sektionen in Europa, dem Mittleren Osten, Asien und den USA. Organisationsteams unterstützen die Arbeit direkt vor Ort. Die Stiftung koordiniert die Arbeit von weltweit über 5.000 ehrenamtlichen Mitarbeitern in 37 Ländern. Sie verfolge nach eigenem Bekunden dabei keine religiösen Ziele.
Neben dem Bau von Trinkwasserbrunnen und Hausbauprojekten für Obdachlose (jährlich jeweils ca. 500), bietet die Stiftung medizinische Hilfe (mobile Kliniken, Leprahilfe) mit jährlich mehr als 23.000 Patienten, Hilfe zur Bildung und Berufsausbildung (Schulen und Institute) – laufend ca. 2.600 Schüler und über 1.000 abgeschlossene Berufsausbildungen, Unterstützung für Waisenkinder (ca. 300 Kinder), Möglichkeiten zur Selbsthilfe sowie die finanzielle Unterstützung für die Armen. Ein weiterer Arbeitsschwerpunkt ist die Hilfe bei Naturkatastrophen und für vertriebene Menschen (zurzeit hauptsächlich für die vertriebenen Christen aus dem Irak).
Hatune Dogan hat außerdem noch Verbindungen zu Wohltätigkeitsorganisationen auf dem afrikanischen Kontinent. Sie ist Mitglied im ökumenischen, christlichen Frauenforum. Ihre Wohltätigkeitsarbeit begann sie mit der Hilfe für Aidswaisen in Afrika (in Simbabwe).
In Deutschland bemüht sich die Stiftung, Unterbringungsmöglichkeiten für Flüchtlinge zu schaffen.
Die Hauptgeschäftsstellen der Stiftung sind in Paderborn und im Bundesstaat Kerala in Südindien. In Amerika, vielen europäischen, afrikanischen und asiatischen Ländern sind Sektionen aufgebaut worden. Diese untergliedern sich in verschiedene Arbeitsgruppen mit speziellen Aufgaben.
Dogan schreibt, dass sie achtzehn Morddrohungen in sieben Sprachen erhalten habe.

## Politische Positionen
Dogan hält Vorträge und gibt Interviews zur Christenverfolgung, zur humanitären Lage einiger Gebiete sowie auch zu politischen Themen, wie zum Beispiel zur deutschen Flüchtlingspolitik. Sie nahm an dem von Leyla Bilge initiierten und von der rechtspopulistischen AfD veranstalteten „Frauenmarsch“ teil, eine Demonstration gegen die Flüchtlingspolitik der Bundesregierung und gegen Gewalt durch Einwanderer an Frauen, und hielt dort auf offizieller Bühne eine ca. 20-minütige Rede.
In einem Video-Interview mit dem Islamkritiker Imad Karim beklagte sie die deutsche Flüchtlingspolitik „an höchster Stelle“. Deutschland lasse „alle“ unkontrolliert ins Land. Geschätzte 80 Prozent der Menschen mit Flüchtlingsstatus in Deutschland  seien „schlitzohrig“ und hätten das System ausgenutzt und seien gar keine Flüchtlinge. Sie fordert strengere Grenzkontrollen.
In einem Vortrag für die AfD behauptet sie zum Krieg in Syrien, dass die Gewalt von ISIS aus dem Islam komme. Es gebe keinen Unterschied. Beim Krieg in Syrien gehe es nicht nur um Öl, sondern auch um die Umsetzung der islamischen Befehle aus dem Koran.
Die tendenziell linke taz kritisierte, dass Dogan „eine christlich-orthodoxe Fundamentalistin“ sei, „die in einer schier endlosen Tirade einen Kulturkampf zwischen Islam und Christentum in den grellsten Farben malt“. Sich selbst bezeichnet Dogan dabei als politisch neutral.
Hatune Dogan schilderte in einer Anhörung des Menschenrechtsausschusses des Bundestages im November 2018 die Verfolgung und Diskriminierung der Syrisch-Orthodoxen Christen in der Türkei.

## Ehrungen
- 2010: Bundesverdienstkreuz[22][23]
- 2012: Stephanus-Preis für ihren weltweiten Einsatz für verfolgte Christen.[24]

## Schriften
- mit Cornelia Tomerius (Bearb.): Es geht ums Überleben – Mein Einsatz für die Christen im Irak, Verlag Herder, Freiburg i.Br. 2010, ISBN 978-3-451-30228-2.
- Dogan, Hatune: Wörterbuch Syrisch (Aramäisch) -Deutsch, Deutsch-Syrisch (Aramäisch). 2. (verbesserte, revidierte) Auflage. Warburg 1998. ISBN 3-00-002595-2
- Dogan, Hatune/Riedl, Tonia: Ich glaube an die Tat. Im Einsatz für Flüchtlinge aus Syrien und dem Irak, Brunnen Verlag (Gießen) 2015, ISBN 978-3-7655-4258-9.